# 白條短臂鰨
白條短臂鰨為輻鰭魚綱鰈形目鰨亞目鰨科的其中一種，為熱帶海水魚，分布於東大西洋區，從塞內加爾至幾內亞灣海域，棲息深度85-200公尺，體長可達20公分，棲息在沙泥底質大陸棚底層水域，以底棲生物為食，生活習性不明，可作為食用魚。

## 扩展阅读
維基物種上的相關：白條短臂鰨